# عشيقات (مسلسل أمريكي)
عشيقات (بالإنجليزية: Mistresses )‏ هو مسلسل تلفزيوني درامي درامي غامض أمريكي يستند إلى السلسلة البريطانية 2008-10 التي تحمل الاسم نفسه، حول حياة أربع صديقات ومشاركتهن في مجموعة من العلاقات غير المشروعة والمعقدة. تم تطوير هذا بواسطة KJ Steinberg ، والنجوم أليسا ميلانو وروتشيل آيتس وكم ين جن وجيس ماكالان وجينيفر إسبوسيتو في الأدوار الرئيسية. تم تعيين المسلسل في الأصل للعرض الأول في 27 مايو 2013.  ومع ذلك أعلنت ABC أن المسلسل سيعرض لأول مرة في 3 يونيو 2013. 
في 9 سبتمبر 2016 ، ألغت ABC المسلسل بعد أربعة مواسم. 
كان من المتوقع أنه إذا كان هناك موسم خامس لكان من المفترض أن يكون الموسم الأخير. 

## الممثلين والشخصيات
- أليسا ميلانو بدور سافانا "سافي" ديفيس (الموسم 1 - 2) ، محامية هي زوجة هاري السابقة والأخت الكبرى لجوس.
- كم ين جن بدور الدكتورة كارين كيم ، وهي طبيبة نفسية كانت على علاقة عاطفية بأحد مرضاها.
- روشيل أيتس بدور أبريل مالوي ، أم أرملة وحيدة ، صاحبة متجر ومقهى للأثاث المنزلي.
- جيس ماكالان بدور جوسلين "جوس" كارفر ، وكيل عقارات والأخت الصغرى غير الشقيقة لافي.
- بريت تاكر في دور هاري ديفيس ، [7] طاهي / صاحب مطعم وهو زوج سافي السابق.
- إريك ستوكلين في دور سام جراي (الموسم 1) ، ابن حبيب كارين المتوفى.
- جيسون جورج بدور دومينيك تايلور (رئيسي ، مواسم 1–2 ؛ ضيف ، مواسم 3-4) ، [7] محامٍ وزميل في سافي.
- روب مايز بدور مارك نيكليبي (الموسم 3-4) ، صديق وزميل وسيم جديد لهاري وعم بول وابن ميراندا الذي ينتقل للعيش مع أبريل. [8]
- جينيفر إسبوزيتو بدور كاليستا رينيس (ولدت كارلا ريزوتي) (الموسم 3) ، المدير الإبداعي لعلامة تجارية فاخرة للأزياء التي تصادق جوس. [9]
- تابريت بيثيل بدور كيت ديفيس (ضيف ، الموسم 2 ؛ الرئيسي ، الموسم 4) ، أخت هاري التي تنتقل إلى لوس أنجلوس بحثًا عن الحب بعد انهيار خطوبتها. [10]

## العرض
تم عرض المسلسل لأول مرة على CTV في كندا في 3 يونيو 2013 ، وهو نفس اليوم الذي عُرض فيه لأول مرة في الولايات المتحدة.  تم عرض المسلسل لأول مرة في المملكة المتحدة في 25 يوليو 2013 ، على TLC  في أستراليا ، تم عرض المسلسل لأول مرة في 30 سبتمبر 2013 ، على The Seven Network . 

## روابط خارجية
- الموقع الرسمي
- Mistresses  في قاعدة بيانات الأفلام على الإنترنت (بالإنجليزية)